# Diercke Wissen
Diercke Wissen (vorher Geographie Wissen, 2003–11 National Geographic Wissen) ist ein Schülerwettbewerb für 12- bis 16-jährige Schüler in Deutschland. Er ist mit über 310.000 Teilnehmern der größte Wettbewerb seiner Art und findet jährlich von Januar bis Juni statt. Der Wettbewerb prüft das geographische Wissen der Schüler und wird vom Verband Deutscher Schulgeographen in Zusammenarbeit mit Westermann und dem Diercke Weltatlas ausgetragen. Bis 2011 war die National Geographic Society Kooperationspartner.

## Ablauf
Der Wettbewerb beginnt mit der Ermittlung der Klassenbesten der Klassenstufe 7–10 im Januar. Es folgen die Wettbewerbe zur Ermittlung der Schulsieger im Februar und der Landessieger im März. Die ersten drei Stufen des Wettbewerbs erfolgen durch das Ausfüllen eines Testbogens durch den Schüler. Nachdem die 16 Landessieger und der Sieger der deutschen Schulen im Ausland ermittelt sind, findet ein Bundesfinale statt, bei dem die 17 Kandidaten in mehreren Runden gegeneinander antreten. Am Ende des Bundesfinales ist ein Bundessieger gefunden. Aus ihm und den Nächstbesten aus zwei Wettbewerbsjahren wird das deutsche Team für die National Geographic World Championship zusammengestellt.
Ergänzt wurde der Wettbewerb durch einen weiteren Fragebogen für die Klassenstufe 5 und 6, den WISSENs-Junioren, der aber außer Konkurrenz zum eigentlichen Wettbewerb gespielt wird. Hier handelt es sich um eine Erweiterung, die auf den Wunsch der Schulen nach Einbeziehung auch der jüngsten Schüler in den Wettbewerb zurückgeht.

## Bisherige Finale
| Jahr | Austragungsort                                 | Bundessieger             | 2. Platz                             | 3. Platz                                       | Teilnehmer |
| 2000 | Verlagshaus Gruner+Jahr, Hamburg               | Sören Jauch (SN)         | Christian Ewen (RP)                  | Denys Bergemann (HE)                           |            |
| 2001 | Universum Science Center, Bremen               | Martin Kirchner (MV)     | Martin Menz (SN)                     | Jonas Osnabrügge (SH) und Sven Nachtigall (BR) |            |
| 2003 | Universität Bremen                             | Julian Nitzsche (SN)     | Sebastian Norck (TH)                 | Sebastian Wildgrube (ST)                       | 226.000    |
| 2004 | Institut für Mikrobiologie und Hygiene, Berlin | Julian Nitzsche (SN)     | Sebastian Norck (TH)                 | Erik Rautmann (MV)                             | 200.000    |
| 2005 | Institut für Mikrobiologie und Hygiene, Berlin | Julian Nitzsche (SN)     | Christian Kiefer (SL)                | Martin Schmidt (TH)                            | 225.000    |
| 2006 | Verlagshaus Gruner+Jahr, Hamburg               | Manuel Hein (SN)         | Peter Kramlinger (BE)                | Thomas Münnemann (TH)                          | 240.000    |
| 2007 | Verlagshaus Gruner+Jahr, Hamburg               | Johannes Fiukowski (SN)  | Thomas Münnemann (TH)                | Kyrylo Kobzar (SH) Achim Schwarz (BY)          | 225.000    |
| 2008 | Verlagshaus Gruner+Jahr, Hamburg               | Max Rogge (BR)           | Marcel Ernst (NI)                    | Christopher Günther (SN)                       | 249.000    |
| 2009 | Verlagshaus Gruner+Jahr, Hamburg               | Max Rogge (BR)           | Paul Pascal Scheub (BE)              | Yassin Amouchi (BW)                            | 245.000    |
| 2010 | Verlagshaus Gruner+Jahr, Hamburg               | Max Rogge (BR)           | Martin Ernst (SL)                    | Felix Quaas (SN)                               | 240.000    |
| 2011 | Verlagshaus Gruner+Jahr, Hamburg               | Paul Flohr (NI)          | Philipp Sedlmeier (HH)               | Benedict Mittelbach (BE)                       | 250.000    |
| 2012 | Delphi Filmpalast, Berlin                      | Kevin Feld (BR)          | Mario Pezelj (BW)                    | Henrik Netz (HH)                               | 280.000    |
| 2013 | Wilhelm-Gymnasium, Braunschweig                | Thorben Rodust (SH)      | Toni Schulz (ST)                     | Dennis Pöhland (SN)                            |            |
| 2014 | Wilhelm-Gymnasium, Braunschweig                | Pascal Semper (SN)       | Tim Schröder (NI)                    | Jannis Kostelnik (RP)                          |            |
| 2015 | Wilhelm-Gymnasium, Braunschweig                | Dennis Gleich (Portugal) | Felix Lochmann (SN)                  | Tim Schröder (NI)                              | 310.000    |
| 2016 | Wilhelm-Gymnasium Braunschweig                 | Julius Pilz (BE)         | François Ballif (Frankreich)         | Sebastian Fachet (TH)                          | 320.000    |
| 2017 | Wilhelm-Gymnasium Braunschweig                 | Maximilian Muck (SN)     | Erik Weijs (MV)                      | Christopher Engelbrecht (BW)                   | 320.000    |
| 2018 | Wilhelm-Gymnasium Braunschweig                 | Johannes Römelt (HH)     | Vincent Küssner (Spanien, DS Málaga) | Karl Geibert (HB)                              | 320.000    |
| 2019 | Wilhelm-Gymnasium Braunschweig                 | Lenny Münzer (BW)        | Jannes Patjens (NI)                  | Torben Dolgner (MV)                            | k. A.      |
| 2020 | kein Bundesfinale wegen Corona-Pandemie        |                          |                                      |                                                |            |
| 2021 | kein Bundesfinale wegen Corona-Pandemie        |                          |                                      |                                                |            |
| 2022 | Wilhelm-Gymnasium Braunschweig                 | León Niemietz (Spanien)  | Elias Hackmayer (BR)                 | Aaron Podehl (NS)                              |            |
| 2023 | Wilhelm-Gymnasium Braunschweig                 | Florian Steglich (SN)    | León Niemietz (Spanien)              | Michael Hahn (NRW)                             | 300.000    |
| 2024 | Wilhelm-Gymnasium Braunschweig                 | Emil Manshardt (BR)      | Paul Schädlich (RP)                  | Tilman Leistenschneider (SA)                   | 300.000    |